# Those Young Girls
Those Young Girls è un film pornografico del 1984 diretto da Myles Kidder con John Holmes, Ginger Lynn, Harry Reems e Traci Lords.
Il film fu girato nel 1984 quando Traci Lords aveva solo 16 anni: l'attrice aveva falsificato il suo documento d'identità appositamente per interpretare una parte in questo film. Quando due anni dopo rivelò la sua vera data di nascita, il film fu bandito negli Stati Uniti in quanto pedopornografico ma fu distribuito legalmente in Francia, Germania e nei Paesi Bassi.

## Trama
Due amiche inseparabili, cercando di sfondare nel mondo di Hollywood, girano stupidi spot pubblicitari e vanno a letto con i produttori.